# Recetas y memorias para guisados, confituras, olores, aguas, aʃeites, adobos de guantes, ungüentos y medicinas para muchas enfermedades
Recetas y memorias para guisados, confituras, olores, aguas, aʃeites, adobos de guantes, ungüentos y medicinas para muchas enfermedades es un manuscrito culinario de autor anónimo escrito en el xvi, con adiciones del xvii. Tampoco se conoce el lugar ni la fecha exactos de su publicación. Contiene 207 recetas y se formaba de 88 folios, de los cuales se quedan ochenta y tres. Se encuentra conservado en la Biblioteca Nacional de España.

## Descripción
Como muchos otros recetarios de la época, se desconoce su autoría y fue probablemente escrito por diversas personas, en algún momento alrededor de 1610-1620. Sin embargo la mayoría de recetas fueron escritas en el siglo anterior.
Recetas y memorias es, según Ana Vega Pérez de Arlucea, «ejemplo de los cuadernos que, escritos por mujeres de alta cuna y con instrucciones prácticas sobre cocina, belleza y salud, se pasaban entonces de madres a hijas o se regalaban entre amigas». Por usar ciertos catalanismos en el texto (por ejemplo, toñina en vez de atún), se ha especulado con que pudiera haberse escrito en la Corona de Aragón, concretamente en el Reino de Valencia o el Principado de Cataluña.